# Kubli (confiserie)
Kubli est une entreprise française de confiserie.

## Description
Kubli est l’une des dernières confiseries traditionnelles en France.  Elle a été fondée en 1900 par Jacques Kubli, un confiseur Suisse venu s'installer à Paris.

## Historique
La confiserie Kubli est créée en 1900, rue du Château-des-Rentiers dans le 13e arrondissement de Paris, par Jacques Kubli.
En 1974, l'entreprise déménage à Morangis à 20 km au sud de Paris : le transfert prend effet le 1er août. 
En 2009, Gilles Duault rachète la confiserie à Béatrice Kubli, arrière fille du fondateur. Depuis lors la production a plus que doublé. 
En 2016 l’entreprise est labellisée Entreprise du Patrimoine Vivant. Le label EPV a été mis en place par l’Etat pour distinguer des entreprises françaises aux savoir-faire artisanaux et industriels d’excellence.
En 2017 la confiserie est entièrement rénovée pour assurer son développement.

## Export
En 2017, la confiserie a fabriqué 600 tonnes de bonbons soit plus de 150 millions d'unités. Kubli exporte 40 % de sa production dans 15 pays à travers le monde.

## Produits
La confiserie Kubli produit une gamme de bonbons de sucre cuit dans la tradition de la confiserie Française : Berlingots, Violettes, Coquelicots, Tranches orange et citron, Pastilles de menthe ou de miel, Bonbons fourrés, Feuilletés pralinés, Nougatine, Sucre d’orge ainsi que de nombreuses spécialités régionales.
Le produit emblématique de la confiserie est la Cacahuète, feuilleté à base d’arachide.
Avec un siècle d'expérience, Kubli peut fabriquer plus de 80 formes de bonbons différentes.